# Uline
Uline Inc. ist ein amerikanisches Versandhandelsunternehmen, das Versand- und Verpackungsmaterial sowie andere Industrie- und Großhandelsgüter anbietet. Es ist in den USA Marktführer in diesem Segment und wurde 1980 von Richard Uihlein und dessen Ehefrau Elizabeth Uihlein gegründet. Das Unternehmen beschäftigt mehr als 9.000 Mitarbeiter und hat seinen Hauptsitz in Pleasant Prairie, Wisconsin. Es hat Vertriebszentren in den Vereinigten Staaten, Kanada und Mexiko. Die Familie Uihlein unterstützt seit 2016 Donald Trump und andere republikanische Präsidentschaftskandidaten und spendete dafür bis 2024 250 Millionen US-Dollar.

## Geschichte
Uline wurde 1980 von Elizabeth „Liz“ und ihrem Ehemann Richard „Dick“ Uihlein gegründet, einem Nachfahren der Bierbrauer Schlitz. Mit dem Startkapital seines Vaters, Edgar Uihlein, gründeten Richard und Elizabeth das Unternehmen in ihrem Keller, nachdem sie erkannt hatten, dass ein lokaler Bedarf für einen Versandhändler bestand. Das erste Produkt des Unternehmens war der Kartonaufrichter H-101, dessen Erfolg es den Uihleins ermöglichte, in einen neuen Hauptsitz in Waukegan, Illinois, zu ziehen, wo 30 Mitarbeiter beschäftigt wurden. In den 1980er und 1990er Jahren wurden Niederlassungen in Minnesota, Kalifornien und New Jersey eröffnet. In den 2000er Jahren nahm Uline seine Tätigkeit in Mexiko und Kanada auf und eröffnete Vertriebszentren in Illinois, Texas, Georgia, Wisconsin, und Pennsylvania. Der Uline-Katalog wuchs auf 450 Seiten an und bot über 17.000 Produkte an. Im Jahr 2008 kündigte Uline den Bau einer neuen Zentrale in Pleasant Prairie, Wisconsin an. Der Umzug war teilweise durch die Verbundenheit der Uihleins mit Wisconsin motiviert; Dick Uihleins Familie hatte in Milwaukee gelebt und die Joseph Schlitz Brewing Company besessen,  das Paar besitzt ein Haus und ein Restaurant in Manitowish Waters. Der Gouverneur von Wisconsin, Jim Doyle, rechnete mit der Ansiedlung von 1.000 Arbeitsplätzen im Südosten von Wisconsin und sagte 6 Millionen Dollar zur Unterstützung des Umzugs zu.
Der 200 Hektar große Hauptsitz wurde im Sommer 2010 eröffnet und umfasst Büros für die Mitarbeiter von Uline sowie ein 1 Million Quadratmeter großes Lager, von dem aus die Vertriebszentren mit Produkten beliefert werden. Aufgrund des zunehmenden Wachstums wurde 2014 eine Erweiterung mit einem zweiten Bürogebäude und einem Lager angekündigt. Die Bauarbeiten begannen Anfang 2016 und wurden 2017 abgeschlossen. Die Erweiterung brachte rund 800 zusätzliche Arbeitsplätze nach Pleasant Prairie. Im Jahr 2019 begann Uline, eine zweite große Expansion mit zwei weiteren Distributionszentren mit einer Gesamtfläche von über 1,7 Millionen Quadratmetern in Betracht zu ziehen. Die Distributionszentren würden zwei bestehende Uline-Distributionszentren in Pleasant Prairie ergänzen.

## Organisation
Das Unternehmen befindet sich im Besitz der Familie Uihlein. Liz Uihlein ist Präsidentin und Chief Executive Officer, ihr Ehemann Dick Uihlein ist Vorsitzender des Verwaltungsrats. „Forbes“ schätzt ihr Vermögen auf etwa 5,4 Milliarden Dollar.
Ihre Kinder sind Führungskräfte des Unternehmens, Dick Uihleins Bruder Steve ist Vizepräsident. 
Im Jahr 2014 wurde der Umsatz des Unternehmens auf 2 Milliarden US-Dollar geschätzt und es beschäftigte mehr als 6.000 Mitarbeiter. ProPublica schätzt, dass das Unternehmen im Jahr 2018 fast eine Milliarde Dollar Gewinn gemacht hat. Im Februar 2020 hatte das Unternehmen nach eigenen Angaben über 6.700 Mitarbeiter und einen Umsatz von über 5,8 Milliarden Dollar. Das Unternehmen hat eine konservative Kleiderordnung: Krawatten sind für Männer Pflicht, Strumpfhosen und Röcke für Frauen zwischen November und April, und von Tattoos wird abgeraten.

## Marketing
Ein wichtiges Marketinginstrument für Uline ist der Produktkatalog, der seit der Gründung des Unternehmens herausgegeben wird. Der Katalog wird zweimal im Jahr verschickt, umfasst 800 Seiten und bewirbt über 37.500 Produkte. Uline setzt auch auf umfangreiche Online-Werbung. Es wird angenommen, dass das Unternehmen keine Kommunikationsabteilung hat und sich in den sozialen Medien zurückhält. Liz Uihlein schreibt häufig Grußbotschaften für den Katalog, von denen einige ihre politischen Ansichten widerspiegeln.

## Politik
Liz und Dick Uihlein vertreten sehr konservative, religiöse Ansichten. Elizabeth Uihlein ist die größte Spenderin von Women Speak Out, ein politisches Aktionskomitee, das sich für ein landesweites Abtreibungsverbot einsetzt.
Das in Wisconsin lebende Paar hat seit dem Präsidentschaftswahlkampf 2016 mehr als 250 Millionen US-Dollar an republikanische Präsidentschaftskandidaten und konservative politische Gruppen gespendet. Bei den Präsidentschaftswahlen 2016 und 2020 unterstützten sie Donald Trump. 2024 unterstützen sie zunächst den Governor von Florida Ron deSantis, nach dessen Ausscheiden aus dem Wahlkampf jedoch erneut Trump.

## COVID-19
Am 13. März 2020, inmitten der COVID-19-Pandemie, schrieb Liz Uihlein in einer E-Mail an Gesetzgeber, dass die Schwere des Virus in den Medien übertrieben werde: „Wann können wir zu unserem normalen Leben zurückkehren? Dies war eine enorme Störung.“ In einem Interview im September 2020 bekräftigte sie ihre Skepsis gegenüber COVID-19. Das Unternehmen und die Uihleins drängten auf den Rücktritt von Wisconsins demokratischen Gouverneur Tony Evers, aufgrund seiner Politik in Bezug auf die Pandemie.
Im November 2020 verschickte Liz Uihlein eine unternehmensweite E-Mail, in der sie mitteilte, dass sie und Dick Uihlein sich mit COVID-19 angesteckt hätten. Ende Februar 2021 berichtete The Guardian, dass das Unternehmen eine Infektionsrate von 14 % verzeichnet habe, verglichen mit einer Gesamtrate von 8 % in Kenosha County, Wisconsin, wo das Unternehmen seinen Hauptsitz hat; mehrere Mitarbeiter reichten bei der Bundesregierung Beschwerden über die Sicherheit am Arbeitsplatz ein und behaupteten, das Unternehmen setze sie unnötigen Risiken aus.